# قولانلو سفلی
قولانلو سفلی یک روستا در ایران است که در دهستان تکمران واقع شده‌است. قولانلو سفلی ۳۵۱ نفر جمعیت دارد.